# ISO 3166-2:PS
ISO 3166-2:PS est l'entrée pour l'État de Palestine dans l'ISO 3166-2, qui fait partie du standard ISO 3166, publié par l'Organisation internationale de normalisation (ISO), et qui définit des codes pour les noms des principales administration territoriales (e.g. provinces ou États fédérés) pour tous les pays ayant un code ISO 3166-1.

## Gouvernorats (16)
Les noms des subdivisions sont listés selon l'usage de la norme ISO 3166-2, publiée par l'agence de maintenance de l'ISO 3166 (ISO 3166/MA).
| Code   | Nom de la subdivision (en) | Nom de la subdivision (ar BGN/PCGN 1956) | Situation     |
| ------ | -------------------------- | ---------------------------------------- | ------------- |
| PS-BTH | Bethlehem                  | Bayt Laḩm                                | Cisjordanie   |
| PS-DEB | Deir El Balah              | Dayr al Balaḩ                            | Bande de Gaza |
| PS-GZA | Gaza                       | Ghazzah                                  | Bande de Gaza |
| PS-HBN | Hebron                     | Al Khalīl                                | Cisjordanie   |
| PS-JEN | Jenin                      | Janīn                                    | Cisjordanie   |
| PS-JRH | Jericho and Al Aghwar      | Arīḩā wal Aghwār                         | Cisjordanie   |
| PS-JEM | Jerusalem                  | Al Quds                                  | Cisjordanie   |
| PS-KYS | Khan Yunis                 | Khān Yūnis                               | Bande de Gaza |
| PS-NBS | Nablus                     | Nāblus                                   | Cisjordanie   |
| PS-NGZ | North Gaza                 | Shamāl Ghazzah                           | Bande de Gaza |
| PS-QQA | Qalqilya                   | Qalqīlyah                                | Cisjordanie   |
| PS-RFH | Rafah                      | Rafaḩ                                    | Bande de Gaza |
| PS-RBH | Ramallah                   | Rām Allāh wal Bīrah                      | Cisjordanie   |
| PS-SLT | Salfit                     | Salfīt                                   | Cisjordanie   |
| PS-TBS | Tubas                      | Ţūbās                                    | Cisjordanie   |
| PS-TKM | Tulkarm                    | Ţūlkarm                                  | Cisjordanie   |

Historique des changements
- 20 août 2002 : introduction du code dans la norme ISO 3166-2:2002-08-20 n°3
- 8 avril 2008 : Correction du nom local
- 13 décembre 2011 : Prise en compte du découpage administratif.
- 6 février 2013-02-06 : Notification de l'ONU changement de la forme longue du nom
- 27 novembre 2015 : Ajout du système de romanisation en arabe; modification de l'orthographe du nom de catégorie en arabe; modification de l'orthographe de PS-QQA, PS-JRH, RBH; mise à jour de la Liste Source